# Antenor (nombre)
Antenor es un nombre propio masculino de origen griego en su variante en español. Proviene del griego antiguo Ἀντήνωρ (Antếnôr), y su significado es "el que lucha contra los hombres". En la mitología griega Antenor era un consejero del rey Príamo de Troya que durante el asedio a la ciudad abogó por una solución pacífica entre los griegos y los troyanos.

## Variantes
- Femenino: Antenora.

### Variantes en otros idiomas
| Variantes en otras lenguas | Variantes en otras lenguas |
| -------------------------- | -------------------------- |
| Español                    | Antenor                    |
| Alemán                     | Antenor                    |
| Búlgaro                    | Антенор (Antenor)          |
| Catalán                    | Antènor                    |
| Checo                      | Anténór                    |
| Danés                      | Antenor                    |
| Finlandés                  | Antenor                    |
| Francés                    | Anténor                    |
| Gallego                    | Antenor                    |
| Griego                     | Ἀντήνωρ (Antếnôr)          |
| Holandés                   | Antenor                    |
| Inglés                     | Antenor                    |
| Italiano                   | Antenore                   |
| Latín                      | Antenor                    |
| Lituano                    | Antenoras                  |
| Noruego                    | Antenor                    |
| Polaco                     | Antenor                    |
| Portugués                  | Antenor                    |
| Ruso                       | Антенор (Antenor)          |
| Sueco                      | Antenor                    |
| Ucraniano                  | Антенор (Antenor)          |